# Električni oblok
Električni oblok nastane ob električnem preboju plina, kar povzroči veliko znižanje električne upornosti, nastali tok pa povzroči ionizacijo plina in s tem nastanek plazme.

## Opredelitev
Električni oblok je vrsta električnega preboja, pri katerem je sproščena energija najvišja. Za razliko od iskre, pri kateri je čas trajanja preboja zelo majhen, gre pri obloku za dlje časa trajajoč preboj. Zaradi zelo nizke upornosti samega obloka je električni tok lahko zelo visok, saj je omejen samo z upornostjo oz. impedanco električnega tokokroga. Nizka upornost pomeni tudi, da po vžigu obloka za njegovo vzdrževanje zadostuje bistveno nižja električna napetost.
Do električnega obloka lahko pride v primeru zadosti visoke napetosti med dvema prevodnima deloma - elektrodama, ki medsebojno nista v stiku, ali pa ob stiku in počasnem razmikanju dveh prevodnih delov, ki sta priključena na napetost.
Obnašanje obloka je odvisno od razdalje med elektrodama, vrste plina, v katerem se ustvari oblok in pa tlaka plina. S poskusi je bilo ugotovljeno, da prebojna trdnost plinov pri zelo visokem ali zelo nizkem tlaku naraste (glej tudi Paschenov zakon). Plini ki imajo višjo prebojno trdnost, otežijo nastanek in vzdrževanje obloka. 
Električni oblok lahko nastane tako pri enosmerni, kot tudi pri izmenični napetosti. Pri izmenični napetosti električni oblok ugasne, ko pritisnjena napetost pade pod vrednost prebojne napetosti, ki omogoča vzdrževanje obloka. V primeru ustreznih pogojev (nizka razdalja med elektrodama, zadostna napetost in frekvenca, ki ne omogoča ohlajanja plina) lahko pride tudi do ponovnega vžiga obloka, pri čemer se vlogi katode in anode zamenjata. Pri enosmerni napetosti, kjer je napetost konstantna, ne pride do samodejnega ugašanja obloka.
Z naraščajočo jakostjo električnega toka se temperatura obloka poviša, kar poveča tudi ionizacijo plina. Posledično znižanje upornosti povzroči nadaljnje povišanje toka, zaradi česar oblok postane nekontroliran in povzroča škodo. 

## Uporaba obloka
- Varjenje
- Razsvetljava (obločnica, sijalka)
- Obločna peč

## Neželen električni oblok
Zaradi visoke temperature, ki nastane ob pojavu obloka, je nastanek obloka marsikje nezaželen, saj lahko, če je nekontroliran, povzroči tudi požar ali eksplozijo. To je posebej pomembno pri električnih stikalih, ki izklapljajo induktivna bremena, pri čemer nastane oblok, ki poveča obrabo kontaktnih površin, temperatura obloka pa lahko poškoduje tudi ostale dele. Stikala so zasnovana tako, da z uporabo zračne razdalje med kontakti, hitrostjo izklopa in metodami za vodenje in gašenje obloka čim bolj zmanjšajo čas gorenja obloka in s tem njegove škodljive učinke.